# Filipovići (Loznica)
Pour les articles homonymes, voir Filipovići.
Filipovići (en serbe cyrillique : Филиповићи) est un village de Serbie situé sur le territoire de la Ville de Loznica, district de Mačva. Au recensement de 2011, il comptait 131 habitants.

## Démographie
| 1948 | 1953 | 1961 | 1971 | 1981 | 1991 | 2002 | 2011 |
| ---- | ---- | ---- | ---- | ---- | ---- | ---- | ---- |
| 328  | 322  | 309  | 268  | 261  | 207  | 177  | 131  |

|  |